# Паре
Паре (итал. Parre) је насеље у Италији у округу Бергамо, региону Ломбардија.
Према процени из 2011. у насељу је живело 2651 становника. Насеље се налази на надморској висини од 599 м.

## Становништво
Према резултатима пописа становништва 2011. у општини је живело 2.807 становника.
| 1931. | 1936. | 1951. | 1961. | 1971. | 1981. | 1991. | 2001. | 2011. |
| ----- | ----- | ----- | ----- | ----- | ----- | ----- | ----- | ----- |
| 1.793 | 1.746 | 1.862 | 1.949 | 2.157 | 2.355 | 2.457 | 2.706 | 2.807 |